# Fritz Kurt Alexander von Schwerin
Fritz Kurt Alexander von Schwerin (16 de mayo de 1856 - 9 de marzo de 1934), fue un profesor, dendrólogo, y botánico alemán. Vivió en Trebbin, hoy Märkisch Wilmersdorf; donde diseñó el parque.
Bajo el seudónimo de FG Schwerm, también trabajó como escritor.
Se graduó en Geología y Botánica en Hamburgo en 1923, con una disertación sobre la Cultura de Bromme, del siglo X a. C. Como botánico trabajó entre otras cosas, con la flora esteparia de Sudáfrica.

## Algunas publicaciones
- fritz von Schwerin. 1919. Acht Beiträge zur Gattung Acer (Ocho contribuciones al género Acer). 129 pp.
- -----------------------. 1906. Deutsche Dendrologische Gesellschaft: Mitteilungen der Deutschen Dendrologischen Gesellschaft (La sociedad dendrológicos alemana: comunicaciones de la compañía dendrológica). Editor Beissner

## Honores
- Desde 1902: presidente vitalicio, de la Sociedad Dendrológica Alemana. Poco después de su muerte, esa Sociedad le otorgó el 9 de agosto de 1934, en su reunión anual en Magdeburgo, realizarle un conjunto escultórico monumental de piedra

## Eponimia
Género
- (Melastomataceae) Schwerinia H.Karst.[1]

Especies
- (Aceraceae) Acer schwerinii Pax[2]
- (Berberidaceae) Berberis schwerinii C.K.Schneid.[3]
- (Cactaceae) Opuntia schweriniana K.Schum.[4]
- (Caprifoliaceae) Sambucus schweriniana Rehder[5]
- (Fabaceae) Amorpha schwerinii C.K.Schneid.[6]
- (Papaveraceae) Corydalis schweriniana Fedde[7]
- (Rosaceae) Micromeles schwerinii C.K.Schneid.[8]
- (Rosaceae) Sorbus schwerinii C.K.Schneid.[9]
- (Salicaceae) Salix schwerinii E.L.Wolf[10]
- (Tiliaceae) Tilia × schwerinii J.Wagner[11]